# Ucayali (rivier)

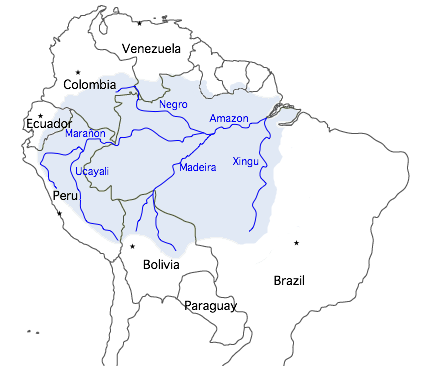
Het stroomgebied van de Amazone

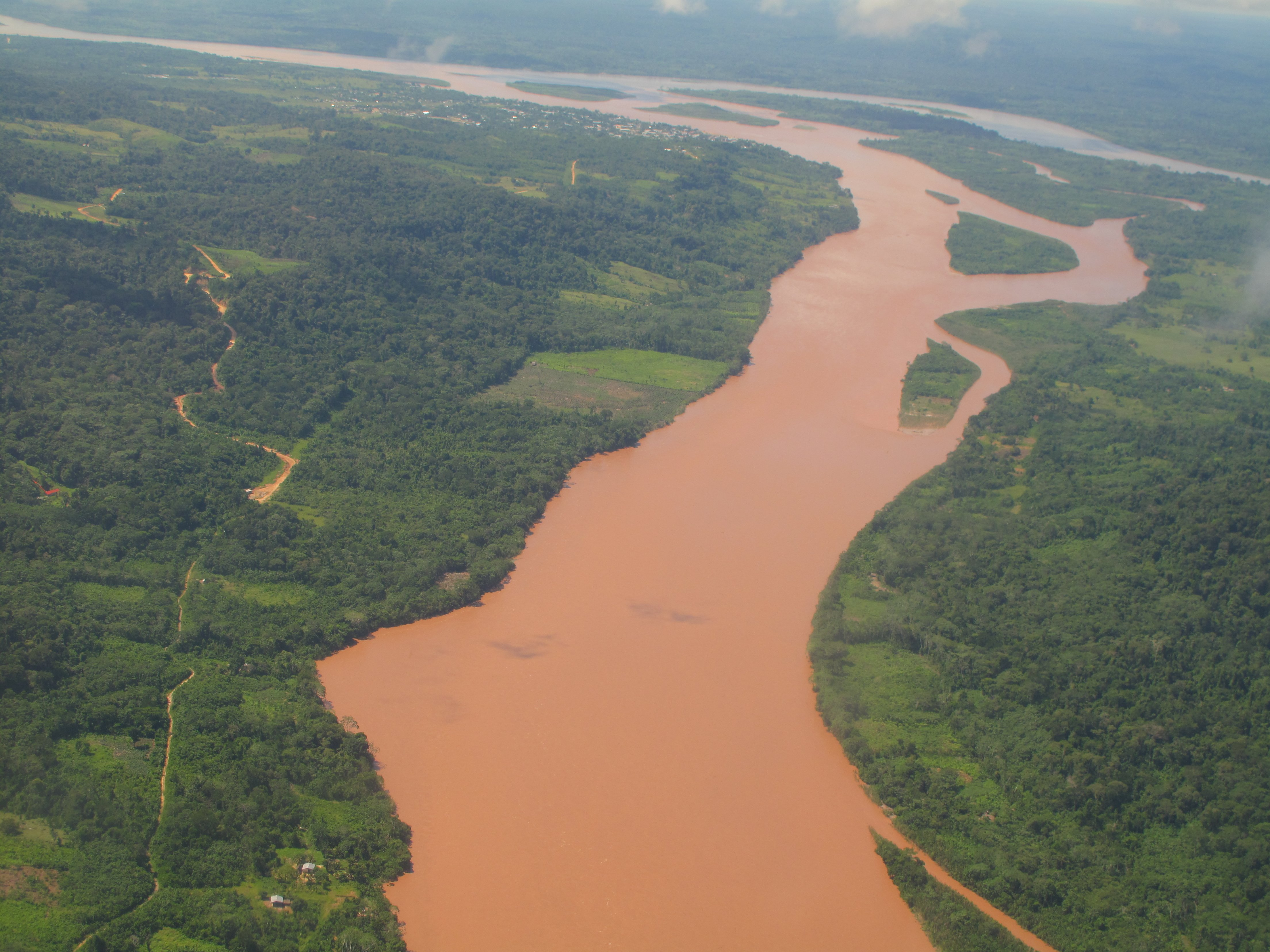
Samenvloeiing van de Tambo (voor) en de Urubamba (rechts) om samen de Ucayali (naar links) te vormen

De Ucayali is een rivier in Peru in Zuid-Amerika.
Deze rivier komt uit in de Amazone. De Ucayali heeft na de Spaanse verovering van dit deel van Amerika al verschillende namen gehad:
San Miguel, Ucayali, Ucayare, Poro, Apu-Poro, Cocama en Rio de Cuzco.
In haar bovenloop heet deze rivier Vilcanota of Urubamba (donderrivier) en samen met de rivieren Apurimac (730,7 km), Ene (180,6 km) en de Tambo (158,5 km) vormt de Ucayali (1600,1 km) een belangrijk deel van de Amazone.
De Ucayali heeft haar oorsprong ca. 100 km ten noorden van het Titicacameer en vloeit in het noordoosten van Peru, in de buurt van de evenaar, samen met de Río Marañón en haar water komt uiteindelijk terecht in de Amazone.
In de benedenloop is de Ucayali 400 tot 1200 m breed. De grote breedte wordt veroorzaakt door de vele zandbanken en eilanden. De rivier stroomt daar met een snelheid van 5-7 km/u en is minstens 1,50 m diep.
De rivier voert veel sediment mee (grind, zand, Lutum enz.).